# Pierre Mabiala
Pour les articles homonymes, voir Mabiala (homonymie).
Pierre Mabiala est un avocat et homme politique congolais né le 15 octobre 1962. Il est ministre des Affaires foncières et du Domaine public, ainsi que chargé des relations avec le Parlement depuis le 22 août 2017. Il est également député de la circonscription de Makabana (Niari) depuis le 5 septembre 2012.
Il fut auparavant ministre des Affaires foncières et du domaine public (2009-2016), ainsi que ministre de la Justice, des Droits humains et de la Promotion des peuples autochtones (2016-2017).

## Biographie
Pierre Mabiala est né le 15 octobre 1962. Il détient un DESS en droit privé, et a étudié le droit parlementaire et privé à l'ENA (France).
Il devient par la suite avocat à la Cour de Brazzaville, et crée dans les années 1990 son propre cabinet d'avocat.
Le 15 septembre 2009, il fait son entrée au gouvernement en étant nommé par Denis Sassou-Nguesso ministre des Affaires foncières et du domaine public
Membre du Parti congolais du travail (PCT), Pierre Mabiala est élu député de la circonscription de Makabana (Niari) dès le premier tour des élections législatives de 2012 avec 70,17 % des suffrages. Il entre en fonction le 5 septembre, et prend pour suppléant Léon Tsamba. 
Le 30 septembre 2016, il change de portefeuille et est nommé ministre de la Justice, des Droits humains et de la Promotion des peuples autochtones dans le gouvernement Clément Mouamba I.
Lors des élections législatives de 2017, il est le seul candidat de sa circonscription et est donc réélu dès le premier tour avec 100 % des voix,.
Lors du remaniement du 22 août 2017, il est nommé ministre des Affaires foncières et du Domaine public, chargé des relations avec le Parlement dans le gouvernement Mouamba II,. Il se donne notamment pour objectif de renforcer la maîtrise de la gestion foncière et domaniale, ainsi que d'endiguer « les occupations anarchiques des terrains ». 
Il est marié et père de 3 enfants.